# Будапештский кукольный театр
Будапештский кукольный театр (венг. Budapest Bábszínház) — театр кукол в Будапеште, крупнейший кукольный театр Центральной Европы. Основан под названием Государственный кукольный театр в 1949 году и на протяжении долгого времени был единственным профессиональным кукольным театром Венгрии. Современное название получил в 1992 году.
Будапештский кукольный театр размещается по соседству с Музыкальной академией Ференца Листа в историческом здании старой художественной галереи на проспекте Андраши 69, возведённом в 1875—1877 годах по проекту архитектора Адольфа Ланга. До кукольного театра в здании работали кабаре, здесь на камерной сцене также давал спектакли Национальный театр. В 9-этажном здании помимо оборудованной современными техническими средствами основной сцены с залом на 403 зрительских места Будапештский кукольный театр располагает на пятом этаже камерным залом-студией на 99 мест с возможностью изменения конфигурации.
Будапештский кукольный театр обрёл известность в Венгрии и за её пределами не только детскими постановками, но и главным образом спектаклями для взрослых. В репертуаре Будапештского кукольного театра есть классические драмы не только венгерских авторов, но и мимические спектакли «Сон в летнюю ночь» и «Гроза». Большим успехом пользуются поставленные кукольными средствами с участием оркестра адаптации классической музыки — произведений Белы Бартока, Золтана Кодая, Чайковского, Стравинского, Равеля и Прокофьева. Тем самым Будапештский кукольный театр талантливо доказывает равноправие кукольного спектакля с другими направлениями театрального искусства.